# سراج التل
سراج التل (عربی: سراج احمد يوسف صالح التل؛ زادهٔ ۸ ژانویهٔ ۱۹۸۲) بازیکن فوتبال اهل اردن بود.
از باشگاه‌هایی که در آن بازی کرده‌است می‌توان به باشگاه ورزشی الفیصلی و باشگاه فوتبال مادورا یونایتد اشاره کرد.
وی همچنین در تیم ملی فوتبال اردن بازی کرده‌است.